# Спенсер, Эбигейл
Эбигейл Спенсер (англ. Abigail Spencer; род. 4 августа 1981, Gulf Breeze, Флорида) — американская актриса. Спенсер известна благодаря второстепенным ролям в кинофильмах «Ковбои против пришельцев», «Значит, война», «Покорители волн», «Оз: Великий и Ужасный» и «Дальше живите сами».

## Ранние годы
Спенсер родилась во Флориде и в четырёхлетнем возрасте начала участвовать в локальных инсценировках. В подростковом возрасте она участвовала в нескольких местных постановках, а в 1999 году дебютировала на национальном телевидении в дневной мыльной опере «Все мои дети», где вплоть до 2001 года играла роль Ребекки Тайри.

## Карьера
Спенсер сыграла главную роль в телесериале «Особый взгляд» в 2006 году, который был закрыт после одного сезона. Также на телевидении она появилась в эпизодах таких сериалов как «C.S.I.: Место преступления», «Девочки Гилмор», «Говорящая с призраками», «Как я встретил вашу маму», «Частная практика» и «Касл». У неё были второстепенные роли в сериалах «Безумцы» в 2009, «Сестра Хоторн» в 2010, и «Форс-мажоры» в 2011-13 годах.
Начиная с 2010 года Спенсер в основном начала появляться на большом экране, играя роли второго плана в фильмах «Опасные сны», «Ковбои против пришельцев», «Значит, война» и «Покорители волн». Она сыграла главную роль в триллере «Призраки в Коннектикуте 2: Тени прошлого» и появилась в фэнтези «Оз: Великий и Ужасный» в 2013 году.
В 2013—2016 годах снималась в одно из главных ролей в сериале «Исправлять ошибки». Шоу и актёрская игра актрисы получили похвалу от критиков, а Спенсер была номинирована на премию «Выбор телевизионных критиков» за лучшую женскую роль второго плана в драматическом сериале. Помимо этого сыграла главную роль в независимой драме «Красивое сейчас», а также появилась в ансамблевой комедийной драме «Дальше живите сами». В 2015 году Спенсер также снялась во втором сезоне антологии HBO «Настоящий детектив».

## Личная жизнь
С 2004 по 2013 год Спенсер была замужем за Эндрю Прюиттом. 19 сентября 2008 года у них родился сын Роман.

## Фильмография

### Фильмы
| Год  | Название на русском                      | Название на английском                           | Роль              | Примечания             |
| ---- | ---------------------------------------- | ------------------------------------------------ | ----------------- | ---------------------- |
| 2001 | Истории походного костра                 | Campfire Stories                                 | Мелисса           |                        |
| 2003 | —                                        | Truth and Dare                                   | Скай              |                        |
| 2005 | —                                        | A Coat of Snow                                   | Сэнди             |                        |
| 2006 | —                                        | Hooked                                           | Уэнди             | короткометражный фильм |
| 2007 | Джекилл                                  | Jekyll                                           | Талия Карью       |                        |
| 2007 |                                          | Passing the Time                                 | Джессика          | короткометражный фильм |
| 2009 | —                                        | INST MSGS (Instant Messages)                     | н/д               | короткометражный фильм |
| 2010 | Опасные сны                              | In My Sleep                                      | Гвен              |                        |
| 2011 | Ковбои против пришельцев                 | Cowboys & Aliens                                 | Элис              |                        |
| 2012 | Значит, война                            | This Means War                                   | Кэти              |                        |
| 2012 | Покорители волн                          | Chasing Mavericks                                | Бренда Хессон     |                        |
| 2013 | Призраки в Коннектикуте 2: Тени прошлого | The Haunting in Connecticut 2: Ghosts of Georgia | Лиза Уирик        |                        |
| 2013 | Оз: Великий и Ужасный                    | Oz the Great and Powerful                        | Мэй               |                        |
| 2013 | Килиманджаро                             | Kilimanjaro                                      | Ивонн             |                        |
| 2013 | —                                        | Here and Now                                     | женщина           | короткометражный фильм |
| 2014 | Дальше живите сами                       | This is Where I Leave You                        | Куинн Олтман      |                        |
| 2014 | Фальсификатор                            | The Forger                                       | агент Пейсли      |                        |
| 2014 | —                                        | The Pieces                                       | Ванесса           | короткометражный фильм |
| 2015 | Расцвет бесчувственных ублюдков          | The Heyday of the Insensitive Bastards           | Эбигейл           |                        |
| 2015 | Зимняя прогулка                          | A Walk in Winter                                 | Эбигейл           | короткометражный фильм |
| 2015 | Красивое сейчас                          | Beautiful Now                                    | Роми              |                        |
| 2015 | —                                        | H8RZ Haters                                      | Лора Седжвик      |                        |
| 2015 | —                                        | Stars                                            | Хезер             | короткометражный фильм |
| 2016 | Сладкая жизнь                            | The Sweet Life                                   | Лолита Новики     |                        |
| 2017 | —                                        | Three Women                                      | Мэдлин            | короткометражный фильм |
| 2018 | Пуговицы                                 | Buttons                                          | взрослая Аннабель |                        |

### Телевидение
| Год       | Название на русском          | Название на английском         | Роль                        | Примечания                                                              |
| --------- | ---------------------------- | ------------------------------ | --------------------------- | ----------------------------------------------------------------------- |
| 1998—2000 | Все мои дети                 | All My Children                | Ребекка «Бекка» Тайри       | телесериал; 21 эпизод                                                   |
| 2003      | —                            | Are We There Yet?              | н/д                         | телефильм                                                               |
| 2005      | Отцы и дети                  | Fathers and Sons               | Кларисса                    | телефильм                                                               |
| 2005      | C.S.I.: Место преступления   | CSI: Crime Scene Investigation | Беки Лестер                 | эпизод: Bite Me                                                         |
| 2006      | Аномалии                     | Killer Instinct                | Вайолет Саммерс             | эпизод: Love Hurts                                                      |
| 2006      | Девочки Гилмор               | Gilmore Girls                  | Меган                       | эпизод: Bridesmaids Revisited                                           |
| 2006      | —                            | Introducing Lennie Rose        | Ленни Роуз                  | телефильм                                                               |
| 2006      | Особый взгляд                | Angela’s Eyes                  | Анджела Хенсон              | телесериал; основная роль                                               |
| 2007      | Говорящая с призраками       | Ghost Whisperer                | Синди Браун                 | эпизод: Speed Demon                                                     |
| 2007      | Моя команда                  | My Boys                        | Лисса                       | эпизод: Douchebag in the City                                           |
| 2007      | —                            | Backyards & Bullets            | н/д                         | телефильм                                                               |
| 2007—2014 | Как я встретил вашу маму     | How I Met Your Mother          | Бла Бла                     | телесериал; 2 эпизода                                                   |
| 2008      | Добро пожаловать в «Капитан» | Welcome to the Captain         | Клэр Таннер                 | эпизод: The Letter                                                      |
| 2008      | Кости                        | Bones                          | Филлипа Фитс                | эпизод: The Man in the Mud                                              |
| 2008      | Лунный свет                  | Moonlight                      | Симон Уокер                 | эпизод: Sonata                                                          |
| 2009      | Частная практика             | Private Practice               | Рейчел                      | эпизод: Ex-Life                                                         |
| 2009      | Безумцы                      | Mad Men                        | Сюзанн Фаррелл              | телесериал; 6 эпизодов                                                  |
| 2009      | Касл                         | Castle                         | сара Рид                    | эпизод: One Man’s Treasure                                              |
| 2010      | Болота                       | The Glades                     | Эшли Картер                 | эпизод: The Girlfriend Experience                                       |
| 2010      | Сестра Готорн                | Hawthorne                      | доктор Эрин Джеймсон        | телесериал; 8 эпизодов                                                  |
| 2010      | Рекс — не ваш адвокат        | Rex Is Not Your Lawyer         | Линдси Стирс                | эпизод: Pilot                                                           |
| 2010—2012 | Децкая больница              | Childrens Hospital             | разные персонажи            | телесериал; 3 эпизода                                                   |
| 2011      | Как стать джентльменом       | How to Be a Gentleman          | Лидия                       | эпизод Pilot                                                            |
| 2011      | Грейс                        | Grace                          | Сара Грейс                  | телефильм                                                               |
| 2011—2019 | Форс-мажоры                  | Suits                          | Дана Скотт                  | телесериал; роль второго плана                                          |
| 2012—2013 | Жгучая любовь                | Burning Love                   | Энни                        | телесериал; основная роль                                               |
| 2013      | Спецназ: Сан-Диего           | NTSF:SD:SUV                    | Кэролайн                    | эпизод Comic Con-Air                                                    |
| 2013—2016 | Исправлять ошибки            | Rectify                        | Аманта Холден               | телесериал; основная роль                                               |
| 2015      | Настоящий детектив           | True Detective                 | Джина Брюн                  | телесериал; 6 эпизодов                                                  |
| 2016      | Пиф-паф комедия              | Comedy Bang! Bang!             | Ванна                       | эпизод Zach Galifianakis Wears Rolled Khakis and Shoes with Brown Laces |
| 2016—2018 | Вне времени                  | Timeless                       | Люси Престон                | телесериал; основная роль                                               |
| 2017—2021 | Анатомия страсти             | Grey’s Anatomy                 | доктор Меган Хант           | телесериал; 9 эпизодов                                                  |
| 2019      | Уэйн                         | Wayne                          | Донна                       | эпизод Chapter Five: Del                                                |
| 2019      | Расправа                     | Reprisal                       | Дорис Куинн / Кэтрин Харлоу | телесериал; основная роль                                               |
| 2021      | Смутьянка                    | Rebel                          | доктор Миша Нельсон         | телесериал; роль второго плана                                          |